# Real Sociedad Deportiva Alcalá
La Real Sociedad Deportiva Alcalá és un club de futbol de la ciutat d'Alcalá de Henares, a la Comunitat de Madrid. Va ser fundat el 1924 i juga a la Segona Divisió B d'Espanya.

## Història
La ciutat universitària d'Alcalá de Henares té un llarg historial futbolístic. Ja l'any 1908, i influïda per la proximitat amb la capital del país on es desenvolupa amb gran èxit, es tenen notícies de l'aparició de l'Alcalá Foot-Ball Club, club amb història fugaç. Durant el pas de la Primera Guerra Mundial, la localitat va allotjar un gran nombre d'internats alemanys que van fer progressar els joves locals, i poc temps després van néixer dos clubs de curta trajectòria: el 1920, la Unión Deportiva Alcalaína, i el 1922, la Sociedad Gimnástica Alcalaína. A partir del 1924, l'escolapi Eusebi Gómez de Miguel, professor de matemàtiques de l'escola instal·lat a l'antiga Universitat, funda un nou club, l'Alcalá Foot-ball Club, que no té res a veure amb l'anterior, i comença a jugar a l'Era del Pou Artesiano, el que avui es coneix com el Barri d'Antezana.
Paral·lelament a aquests esdeveniments, Ángel Gómez Alcalá funda l'Esportiva Obrera Alcalaíno, i aprofita part del material de l'Alcalá FC, jugant-hi al seu camp fins que es produeix la fusió d'ambdós clubs l'1 de maig del 1929 per formar la Sociedad Deportiva Alcalá tal com ha arribat fins als nostres dies. El 20 de desembre d'aquell mateix any se li va atorgar el títol de Real —el president de la Societat Esportiva Alcalá, Fernando Preses, va sol·licitar a la Casa Reial la concessió de tal honor— i va passar a ser conegut des de llavors com Real Sociedad Deportiva Alcalá.
Com a dada curiosa cal ressenyar que l'Alcalá té dos presidents d'honor, SAR el Príncep Felip i Rodolfo Gómez de Vargas.
Esportivament, la Real Sociedad Deportiva Alcalá va començar competint en el Campionat Regional organitzat per la Federació Regional Castellana de Foot-Ball i després d'haver-se federat el 26 d'agost del 1933, sense destacar en excés. Va perdre el rang de Real durant la República, temps en què va figurar amb el nom de Societat Esportiva Alcalá com ja va fer en el seu origen. És a partir del terme de la Guerra Civil quan recupera el títol de Real i canvia a Real Sociedad Deportiva Alcalá, i comença a prendre protagonisme quan és convidat en el campionat de Tercera Divisió de la temporada 40/41, en el qual aconsegueix el subcampionat. En les dues temporades següents roman a Primera Regional, i és campió en la 41/42 i subcampió en la 42/43, cosa que li permet tornar a Tercera Divisió.
A la campanya 43/44 és sisè en el Grup VI de Tercera Divisió, i torna a competir a Primera Regional durant les següents sessions en una categoria que encara no es troba definida i que resulta molt cara de mantenir. A les temporades 49/50 i 50/51 torna a militar a Tercera Divisió, i és tretzè a la primera i la quinzena, amb descens inclòs, en la segona. Durant els anys cinquanta el club compta amb diverses seccions esportives entre les quals destaquen el bàsquet, boxa i ciclisme, les quals posteriorment desapareixeran amb el pas del temps. Quant al futbol, roman durant tota la dècada a Primera Regional fins que al final de la sessió 59/60 es proclama campió i puja a Tercera Divisió.
La dècada dels anys seixanta la passa íntegrament a Tercera Divisió, amb uns primers anys en el grup castellà-extremeny en què sempre ocupa llocs a la zona mitjana de la classificació i un posterior canvi al grup castellà en què aconsegueix ser tercer a l'edició 66/67 i cinquè a la 67/68. El 28 de juny del 1966 la directiva decideix vendre el vell camp d'esports del Val, moment en què s'instaura la disputa del bol estiuenc més antic de la Comunitat, el Trofeu Cervantes. Poc després, el 29 agost del 1967 compren uns terrenys per 9.800 pessetes. A la campanya 68/69 els grups de Tercera Divisió experimenten canvis motivats per una reestructuració que en fan, i és vuitè a la sessió 68/69 i catorzè a la 69/70. Aquest lloc fa que no pugui superar el tall establert per la RFEF i baixi a Primera Regional.
Set seran les campanyes en què militi a Regional, a Primera des de la sessió 70/71 fins a la 72/73, i en Preferent des de la creació d'aquesta en l'edició 73/74. Serà el dia 14 d'agost del 1973 quan per fi s'inaugura el nou Estadi Municipal El Val, també anomenat Mare de Déu del Val i ubicat dins de la Ciutat Esportiva del mateix nom, amb una trobada entre la RSD Alcalá i UD Salamanca, amb resultat final d'1-1 pertanyent al primer partit disputat del Trofeu Cervantes. La temporada 76/77 és subcampió després del CD Leganés i puja a Tercera Divisió. El tram final dels setanta el passa a Tercera Divisió dins d'un grup format per castellans, aragonesos, canaris i castellanolleonesos, i gaudeix de bones classificacions, inclòs el primer lloc de la 79/80, que el condueix a Segona Divisió B per primera vegada en la seva història.
La dècada dels anys vuitanta la comença en el Grup I de Segona B, el de la zona nord, i és catorzè a la campanya 80/81 i vuitè a la 81/82. A partir de la sessió 82/83 passa al Grup II, i és setzè amb bastants dificultats per aconseguir la permanència. És setè és en l'edició 83/84, i va esportivament a menys en les dues següents i culmina amb el descens a Tercera Divisió en la temporada 85/86. A la sessió 86/87 és quart, però a causa de l'ampliació de grups que experimenta la Segona B en passar d'un grup únic a quatre amb vuitanta participants, ascendeix a aquesta divisió en ocupar una de les set primeres places que atorga la RFEF a la Federació Castellana per poder militar-hi. El seu segon cicle a Segona B dura quatre temporades, i obté el vuitè lloc en l'edició 87/88 i el setè a la 88/89. En la campanya 89/90 perd força i acaba quinzè.
La campanya 90/91 és un fracàs i només venç en sis partits, i aconsegueix disset punts en tot el campionat. De tornada a Tercera Divisió és quart en la campanya 91/92, i aconsegueix sortir vencedor en la promoció en guanyar en cinc dels sis partits, i supera el CD Lealtad, el CD Carballiño i l'Atlético Astorga. La temporada 92/93 és un nou desastre, ja que finalitza últim amb set victòries i sense opcions durant tot el torneig. El campionat 93/94 a Tercera Divisió és pitjor encara, i també és cuer amb només quatre victòries i encadenant el seu segon descens consecutiu, a Preferent en aquesta ocasió. Afortunadament, el seu pas per Regional és efímer i al final de la sessió 94/95 aconsegueix retornar a Tercera Divisió havent quedat campió. Al retorn a Tercera Divisió és desè a la campanya 95/96, i aconsegueix ser tercer en la següent, 96/97. A la promoció d'ascens és tercer després del Burgos CF i el Ponte Ourense CF. L'últim és el CD Lealtad. En les dues temporades següents no aconsegueix classificar-se per jugar la Promoció, objectiu que sí que arriba en l'edició 99/00, ja que és quart. En aquesta fase decisiva resulta tercer, precedit pel Club Siero i la UD Salamanca B, mentre l'últim és el CD Lalín.
El club ha organitzat el Trofeu Cervantes d'estiu.
Durant molts anys, la RSD Alcalá ha tingut diverses seccions esportives, com ara el basquetbol, el ciclisme i la boxa.

## Palmarès
- Campió de Castella (1955-56).
- Campió de Primera Regional (1959-60).
- Campió de Tercera Divisió (1977-78, 1979-80,2006-07, 2008-09).
- Trofeu Cervantes (8 ocasions).
- Trofeu Ciutat d'Almendralejo.
- Copa del President de la República D. Manuel Azaña.